# Bolitoglossa platydactyla
Bolitoglossa platydactyla är en groddjursart som först beskrevs av Gray in Cuvier 1831.  Bolitoglossa platydactyla ingår i släktet Bolitoglossa och familjen lunglösa salamandrar. IUCN kategoriserar arten globalt som nära hotad. Inga underarter finns listade.